# Jonna Pirinen
Jonna Marika Christensen, nata Pirinen (Joensuu, 28 dicembre 1982), è una cantante finlandese.

## Biografia
Jonna Pirinen è salita alla ribalta nel 2002 con la sua partecipazione al talent show Popstars, volto alla ricerca di un girl group di successo. Ha vinto il programma come parte del gruppo Gimmel, ma dopo neanche un mese ha deciso di lasciare il progetto, in parte perché prediligeva una carriera da solista, e in parte per via di disaccordi con le altre ragazze.
Il suo singolo di debutto Tyytyväinen è uscito a febbraio 2003 e si è rivelato un grande successo commerciale: ha raggiunto la 3ª posizione della Suomen virallinen lista, rimanendo in top twenty per ventidue settimane. Il singolo successivo, Ei heru, ha raggiunto il 2º posto, il miglior piazzamento della cantante nella classifica finlandese. Kaksnolla, l'album di debutto di Jonna, è uscito nel giugno successivo e ha conquistato il 7º posto in classifica. La cantante ha piazzato anche i due album successivi nella top 50 nazionale: Kasvot vedessä (2004) al 27º posto, e Lähempänä totuutta (2006) alla 32ª posizione.

## Discografia

### Album
- 2003 - Kaksnolla
- 2004 - Kasvot vedessä
- 2006 - Lähempänä totuutta
- 2015 - Sound Mind

### Raccolte
- 2009 - Collections

### Singoli
- 2003 - Tyytyväinen
- 2003 - Ei heru (feat. Elastinen)
- 2003 - Kaikki talossa
- 2004 - Perhonen
- 2004 - Paljon tarjolla
- 2004 - Sateen jälkeen
- 2005 - Kasvot vedessä
- 2005 - Minä vs. minä
- 2006 - Jäässä
- 2006 - Viva la vida (feat. Norlan)
- 2006 - Yhdessä
- 2007 - Summer Jam
- 2010 - Puppets
- 2011 - Simple Life
- 2014 - Still Breathing
- 2015 - Smile
- 2016 - Have You Been in My Shoes?